# ホエア・イン・ザ・ワールド
「ホエア・イン・ザ・ワールド」("Where in the World")は英国のバンド、スウィング・アウト・シスターによるシングル。2枚目のスタジオ・アルバム『カレイドスコープ・ワールド』からの2枚目のシングルで、発売に際して少々編集がされている。「風のささやき」はラジオ・ルクセンブルグのザ・ジェフ・グラハム・ショーでのライヴを録音している。

## トラックリスト
全英CDシングル 
1. ホエア・イン・ザ・ワールド
2. タクシー・タウン
3. 風のささやき ("Windmills of Your Mind")
4. ブレイクアウト（ア・ニュー・ロッキン・バージョン）

全英 7"シングル
1. "Where In The World"
2. "Taxi Town"

全英 10"シングル
1. "Where In The World" (Bongo Fury Mix)
2. "Where In The World"
3. "Windmills of Your Mind"

全英 12"シングル
1. "Where In The World" (Radical Mix)
2. "Where In The World"
3. "Taxi Town"
4. "Windmills of Your Mind"

## ウィークリー・チャート
| チャート (1989)       | 最高 順位 |
| --------------------- | --------- |
| オーストラリア (ARIA) | 168       |
| UK シングルス (OCC)   | 47        |